# اوزدم (شهر)
شهر اوزدم (به آلمانی: Usedom) در ایالت مکلنبورگ-فورپومن در کشور آلمان واقع شده‌است.